# Acacia telensis
Acacia telensis é uma espécie de leguminosa do gênero Acacia, pertencente à família Fabaceae.